# Videojuego educativo
Un videojuego educativo es un material multimedia interactivo por medio del que se puede aprender uno o varios temas. La idea consta en bibliografía de 1970, pero ha tomado fuerza en el siglo XXI bajo diversos términos como Game-Based Learning, edutainment o applied games. 

## Características
Una característica importante de un videojuego educativo es que el conocimiento es adquirido de una forma implícita, es decir, los jugadores no se percatan de que al estar jugando van adquiriendo una serie de conocimientos concretos, sino que se van apropiando de éstos en el transcurso natural del videojuego.
Introducir el videojuego como un material didáctico en el aula ha sido tema de discusión durante muchos años, en donde podemos encontrar sus partidarios y detractores; estos últimos impulsados por etiquetamientos generalizados e injustificados hacia los videojuegos con temáticas de violencia, adicción, aislamientos y sexismos; pero realmente no hay estudios científicos que demuestren que el uso de este tipo de videojuegos pueda desencadenar conductas agresivas o patológicas en los jugadores. Según Fergus (2010), es todo lo contrario, el videojuego actuará como un medio para descargar tensiones produciendo un efecto tranquilizador que disminuirá las posibilidades del jugador para cometer un acto violento, "(...) ¿Es el videojuego el que desencadena conductas violentas o son jugadores violentos los que acceden a este tipo de contenidos?"
En el ámbito de los videojuegos, es fundamental establecer una distinción entre aquellos títulos que pueden ofrecer un valioso contenido educativo, como es el caso de Minecraft y otros juegos de construcción, y aquellos que han sido diseñados específicamente con el propósito de facilitar el aprendizaje dentro del contexto de la enseñanza, como sucede con el juego "Pato Multiplicador".

## Aplicación
Actualmente, los videojuegos están siendo utilizados en los centros educativos. Un videojuego educativo permite a los alumnos desarrollar habilidades que de otra manera quizás no adquieran con la misma facilidad.
Los estudiantes pueden desarrollar su capacidad de encontrar diferentes maneras de resolver los problemas que encuentran a través del juego. A menudo, los jugadores podrán encontrar que requieren unas habilidades específicas más adelante en el juego, y por lo tanto están obligados a mantener y perfeccionar sus habilidades para su uso posterior. Los videojuegos suelen ofrecer premios instantáneos para tener éxito en la resolución de un problema. Esto está en contraste con el entorno del aula, donde los estudiantes esperan pruebas graduadas y solo de vez en cuando son recompensados con tarjetas de informe para informar de sus progresos. Por lo tanto, los videojuegos se pueden utilizar como una alternativa al aula, manteniendo niveles de dificultad dependiendo de la edad y la madurez de cada niño. Si un juego tiene éxito, los jugadores se toman su tiempo para desarrollar conocimientos y las etapas del juego se reproducirán durante muchas más veces con gran atención.

## Ejemplos
A lo largo de la década de los 90, se experimentó un auge en el desarrollo de software educativo para el hogar dirigido a niños pequeños. El diseño de este software educativo está altamente influenciado por características propias de títulos comerciales, pues están diseñados para ser entretenidos y educativos. Algunos ejemplos de videojuegos con trasfondo educativo:
- Títulos protagonizados por personajes como Winnie The Pooh, Aladdin o Mickey Mouse, desarrollados por Disney Interactive.
- Actividades multidisciplinares sobre ciencia, informática o matemática de GCompris.
- Las series de juegos como Conejo Lector, The ClueFinders o Zoombinis de The Learning Company
- Las series de juegos de Knowledge Adventure, como JumpStart o Blaster Learning System

En lo que respecta a juegos diseñados específicamente con fines educativos, hoy en día podemos encontrar juegos creados y compartidos gratuitamente en portales educativos como:
- Educaenvivo - Juegos educativos didácticos e interactivos creados por profesores para niños de Educación Infantil y Primaria.
- Juegos Infantiles Pum - Juegos interactivos básicos para niños de Educación Infantil.
- Educa Jcyl - Juegos para niños creados por la Junta de Castilla y León.
- LearnEnglish Kids - Juegos para que los niños practiquen inglés de una forma interactiva y lúdica.

## Otros ejemplos
Más allá de aquello que de forma normativa se considera un videojuego educativo, se pueden apreciar ciertas características de estos en juegos comerciales de una gran variedad de géneros, como:
- Videojuegos de construcción de ciudades, como la saga SimCity y Caesar, invitan al jugador a explorar de forma práctica las implicaciones sociales y económicas ligadas a la gestión de una ciudad.
- Videojuegos de construcción de imperios, como las sagas Civilization y Europa Universalis, ayudan al jugador a asimilar los aspectos militares, económicos y políticos de determinados periodos históricos.
- Videojuegos de geografía, como PlaceSpotting, contribuyen a la identificación y localización de puntos geográficos.
- Videojuegos de físicas, como Human Fall Flat, plantean el aprendizaje de leyes de la física mediante la resolución de problemas utilizando dichas leyes.

Más allá de estos juegos, podemos hallar casos como el de Minecraft, uno de los títulos comercialmente más exitosos de la historia, que ha desarrollado una edición educativa para su aplicación en aulas.
Assassin's Creed: Origins, siguió el ejemplo de Minecraft mediante el modo Discovery Tour, lanzado en febrero de 2018. En esta modalidad de juego, se permite que los usuarios interactúen con el entorno 3D del videojuego a través de unos recorridos guiados a través de los elementos más relevantes del mismo, dejando de lado la acción y centrándose en el aspecto didáctico.